# 新特列皮夫卡
48°39′40″N 32°21′6″E / 48.66111°N 32.35167°E
新特列皮夫卡（烏克蘭語：Новотрепівка），是烏克蘭中部的村莊，隸屬基洛夫格勒州的克羅皮夫尼茨基區。該村始建於1934年，面積0.35平方公里，海拔高度208米，2001年人口164，人口密度每平方公里468.6人。